# ショゼー諸島
ショゼー諸島（ショゼーしょとう、仏: îles Chausey）は、フランスのノルマンディー地方、モン・サン＝ミッシェル湾の北に位置する花崗岩質の群島である。ノルマンディー地域圏マンシュ県のグランヴィルから15.8km沖合に位置し、イギリス王室属領のチャンネル諸島に隣接している。 行政上はグランヴィル・コミューンの一部である。 
群島は、高さ6.5km、幅12kmの長方形の区域内に収まっている。グラン＝ディル（グラン島）には、約30人のわずかな定住人口がある。今日、諸島は人気のリゾート地および旅行先となっている。

## 地理

ショゼー諸島の地図

ショゼー諸島は、20の島々と130以上の小島に分けられる。主島であるグラン＝ディル（諸島全体がこの名で呼ばれることもある）は、最大約1.5km×0.5km（約0.45km2）である。
満潮時に水面上にある数十ヘクタールの陸地から、干潮時には2km2の前浜が6.5×12km2の区域の中に姿を現す。ショゼーは実際には群島とその唯一の有人島であるグラン＝ディル両方の呼称であるため、グラン＝ディルの名は他の島とその島を区別する際にも用いられる。
砂浜と帯状の海岸が諸島のいくつかの部分を接続している。潮位変動はヨーロッパの中で最も激しく、分点潮の間に14メートル以上の変動がある。水深が変動しやすいために、停泊地においては全ての船にしっかりとした錨が必要となる。

### 主な島
- グラン＝ディル（グラン島）：0.45km2
- ジェネテ島：0.018km2
- モール島：0.014km2

### 地質

アルモリカ山塊の地質図

ショゼー諸島は3つの連続した山脈からなるアルモリカ山塊の地質的単位、北アルモリカ区の一部である。地質学的により正確に言えば、バソリスと呼ばれるより大きな岩盤を形成する花崗岩である。
地学史上この地域は、約4000mに達するカドミア山脈の隆起をもたらしたカドミア造山期（7億5000万年前〜5億4000万年前）に特徴づけられる。後期先カンブリア時代の末に、周辺のブリオベール堆積岩が強い地殻の肥厚を伴うカドミア造山運動によって強く変形・褶曲・変成され、主に結晶片岩と片麻岩を形成した。アルモリカ山塊の花崗岩は、この造山運動による展延の終わりを印づけている。
群島は岩、珊瑚礁、花崗岩の島々からなり（うち3つはトンボロで接続されグラン＝ディルを構成する）、東西12.5 km・南北5.5kmにわたる楕円形の山塊の露頭を表している。
岩盤の岩石学的研究は、島が2種類の花崗岩（花崗岩年代測定では596±1200万年前）で構成されていることを示している。第一に、島の大部分を占める青灰色で等粒のショゼー花崗閃緑岩、第二に、カリ長石の大結晶を豊富に含むロモント斑状花崗岩である。後者はひどく風化しているものの、採掘されていない。
ショゼーには最大500ヶ所の採石場があり、その大部分はマリー港近くのマルワン村に所在するブルターニュの花崗岩である。この膨大に思われる数字は、非常に厳しい生活環境を想起させる。花崗岩の名声はその有用性によるところが大きい。多くの花崗岩は表層の風化した部分を取り除かなければならないが、ショゼー諸島のそれは真砂土を形成しない健康な花崗岩であり、節理の原理によって自然に切り出されている。しかし、褐色がかった斑点（水酸化鉄中の黒雲母鉄の析出による褐鉄鉱または針鉄鉱の形成）が風化に伴ってしばしば起こり、そのため1950年代までは、歩道の縁石、港の埠頭・改修や防衛工作などに好んで用いられた。

## 名前の由来
島の名前は、1022～1026年にCalsoi、 1322年のChausieの名で初めて裏付けられている。
-oi は比較的新しい -ei の異形で、しばしばピカルディ語と東フランスのテキストで、時にはノルマンディーでも見かけることがある。この語尾の -ei は一般には、ガロ＝ローマ語の集合接尾辞 -etu がオイル語へ派生した結果である。-etu は例えば樹木の名前を同じ種に属する群を意味する語に派生させる働きを持つ（例えばガロ＝ローマ語の Casnetum は古フランス語の chênaie（樫、現仏：Chesnay）となり、Salcetum は saulaie（柳、現仏：Saussay）となった）。ただしこの場合の -oi 形は類似の別の現象に由来し、-ei はここでは古ノルド語の ey（島）を表している。この構成はチャンネル諸島の他の島々、ジャージー島（Jersey）・ガーンジー島（Guernesey）、オルダニー島（Alderney）などの後部要素とも同様である。1322年の-ie 形は同じく、女性名詞である île （島）に後置されて女性化した -ei の異形である。-ey の形はやや遅れて現れる。
フランソワ・ド・ボルペールは、オイェ＝プラージュ（Oye-Plage；8世紀には Ogia）とユー島（Yeu；6世紀には Augia）のように北海から大西洋までガリアの海岸に広がるパン・ゲルマン的要素 augia（ゲルマン祖語：*agwjō > *aujō）を同定している。要素 Cals- > Chaus- は古ノルド語による確たる説明をみないが、彼の説明を援用すると、イングランド・バークシャー州の集落で「Ċeolaの島（Ċeolaはアングロ・サクソンの人名）」を意味するCholseyの要素 Chols- に近いと推察される。Chausey の語は、このゲルマン系の要素 Chaus- と古ノルド語 -ey  の合成と考えうる。

## 歴史

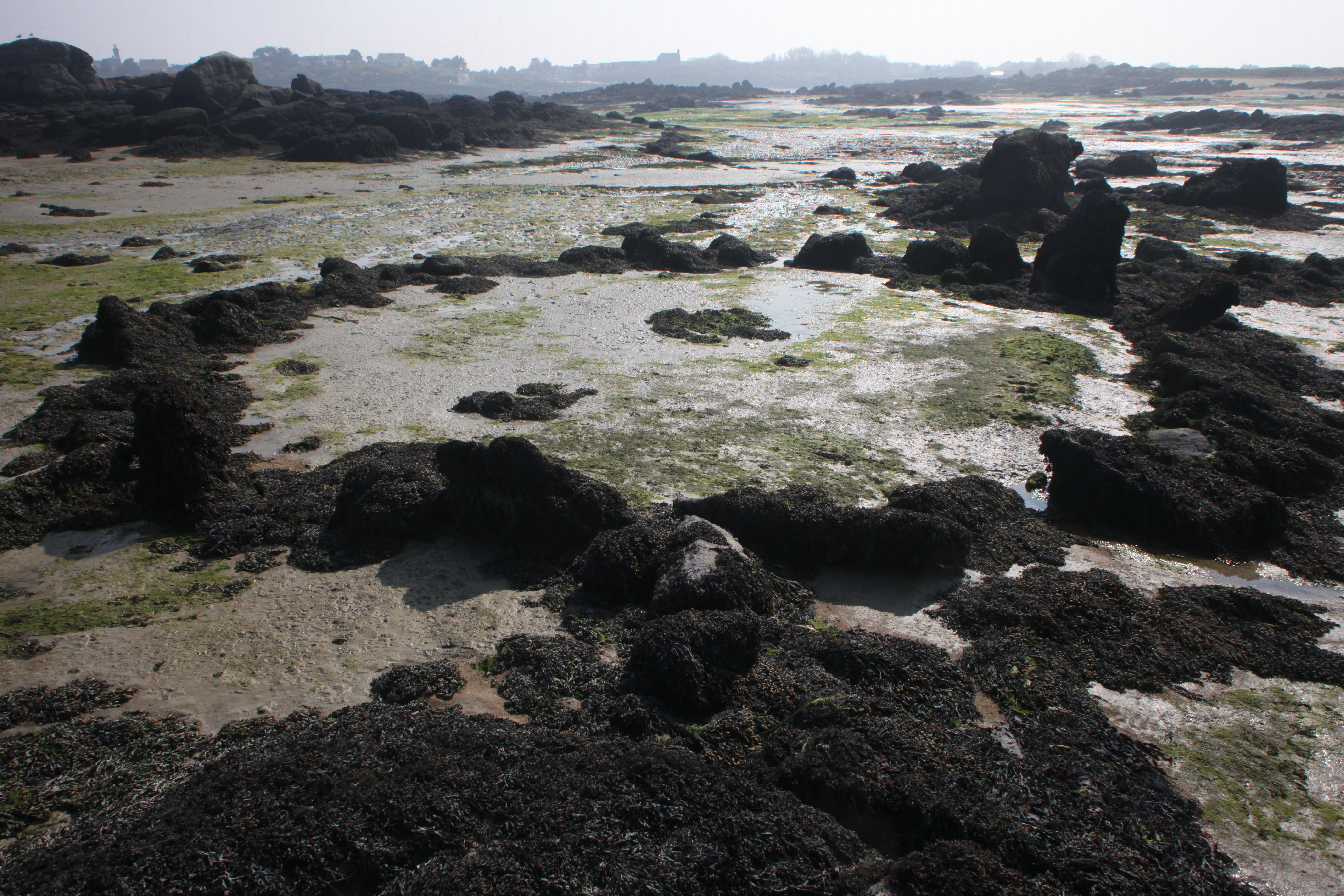
ウィエのクロムレック（ストーンサークル）

北部の海の干潟の中にストーンサークルがあることから分かるように、ショゼー諸島における人間の生活の最初の痕跡は新石器時代まで遡る。
ショゼー諸島は長らくイングランドとフランスの間で争われてきた。隣接するチャンネル諸島とは異なり、群島は13世紀以来フランス領である。海賊行為と密輸の現場として、この迷路のような世界は、長い間密輸業者の格好の隠れ家であった。 
シシーの森の伝説によると、709年の津波は、モン＝ドルやトンベラーヌのような島々を大陸から切り離した。1022年、ノルマンディー公リシャール2世は、ショゼー諸島とサン＝ペル＝シュル＝メールの男爵領をモン・サン＝ミシェルの僧に寄進した。この僧侶は、グラン＝ディルにベネディクト会の小修道院を設立した。ショゼー諸島の旧名である Calsoi は、この売買証書の起草の際に初めて登場する。
この群島をなす花崗岩の地文は、今日閉鎖された多くの採石場での長きにわたる採掘によって形成された。おそらくは11世紀の初めから、少なくともモン・サン＝ミシェル修道院の修道士に採掘の歴史をさかのぼる。16世紀には、このショゼー花崗岩の評判は、とりわけコタンタンの荘園建設に役立つというものであった。これはまた、ディエップ港とロンドン港の埠頭の建設、オスマン市長によるパリの歩道の舗装、1949年のサン・マロの歩道・埠頭・壁の再建にも用いられている。中世から18世紀の終わりまでは物資の輸送は特に困難で高価であり、遅い台車と劣悪な道（フランスの農道整備は19世紀以降）という条件もあって、建設業者は質が平凡でも近隣の産地、ないしは島の花崗岩の海上輸送を選ぶことが多かった。
早くも17世紀に、豊富なショゼー産の海藻がソーダ石灰の抽出に利用され、その後石鹸やガラスの製造に、あるいは19世紀からは、薬局で消毒剤に供されるヨードチンキの基本素材としても使用された。ブレスト、シェルブール、またはジャージー島といった周辺地域から、「バリユエ barilluer」または海藻焼きと呼ばれる約50人の労働者が、ショゼー諸島の水中の岩を覆うこれらの藻を収穫した。18世紀、ジャン＝ミシェル・ノラン神父は、いわゆる「自然による政府」という重農主義の原則をグランデルに持ち込もうとした。
ブランヴィル＝シュル＝メール出身の農民（島の北に位置するブランヴィレの村はこの名前にちなむ）は、化学者が合成炭酸ナトリウムを生成するまで長きにわたり、沿岸で集められた海藻から炭酸ナトリウムを採取して産業界に供給していた。この炭酸ナトリウムはルーアンの石鹸製造に用いられた可能性がある。
19世紀には、花崗岩採掘の隆盛によって群島が活気づいた。およそ30の季節的な輸送業者が、数年の間にオマール港付近に村を設立し、業者のほとんどがサン＝マロから来ていたことからマルワン村と名付けた。同時に、島の豊かな生物多様性に魅了された多くの自然学者ら（ビクトル・オードワン、アンリ・ミルヌ＝エドワール、アルマン・ド・カトルファージュ）が、生きた実験室を求めて群島にやって来ている。もっとも、生態学的な現実よりも、未知の土地の理想化されたイメージが、その海の遺産の重要性に反映されているように見える。
自動車会社ルノーの創設者、ルイ・ルノーは、島で長い時間を過ごし、また多額の金を群島に投資して、島の功労者と見なされるまでになった。

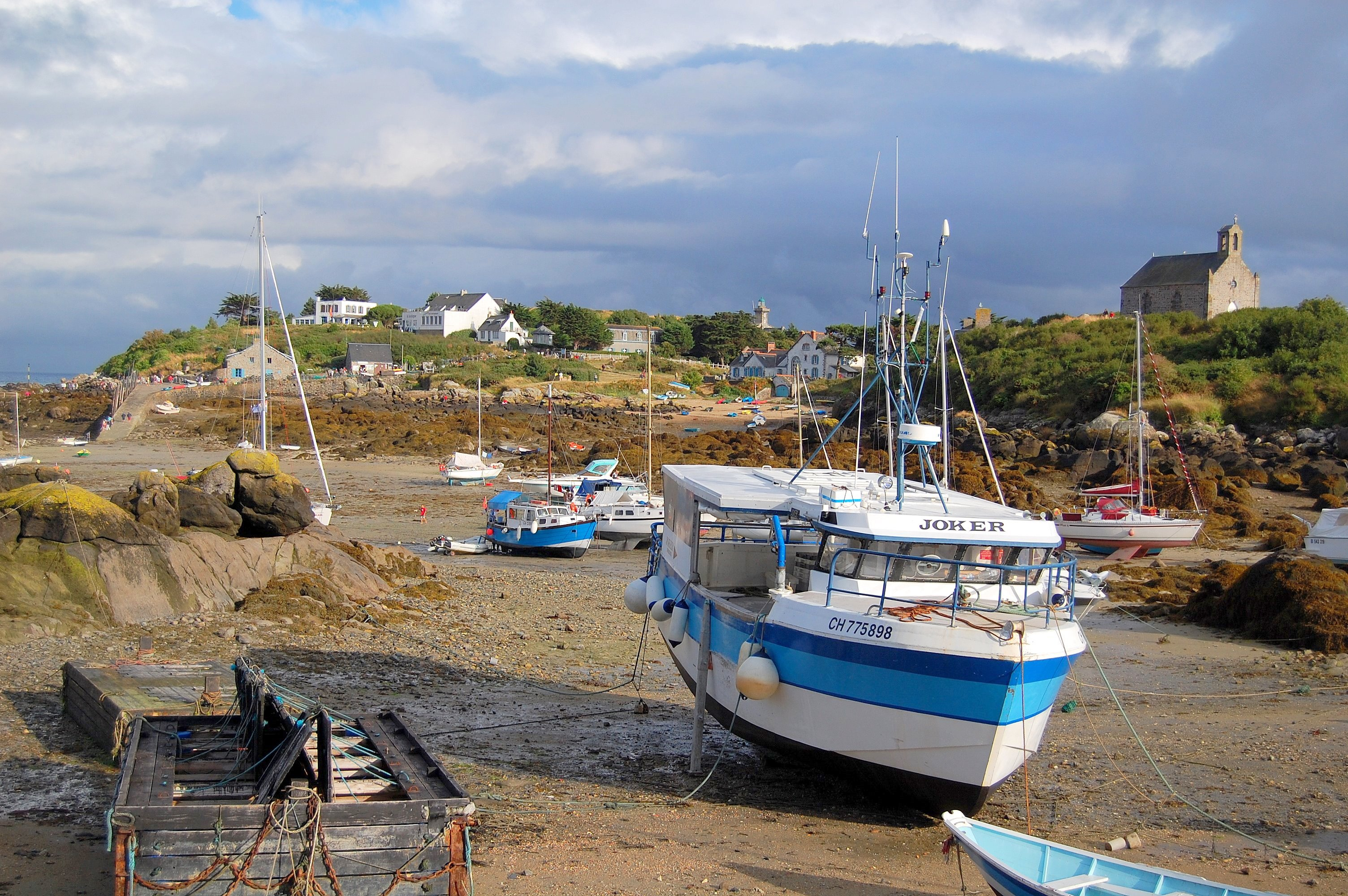
グラン＝ディルの港
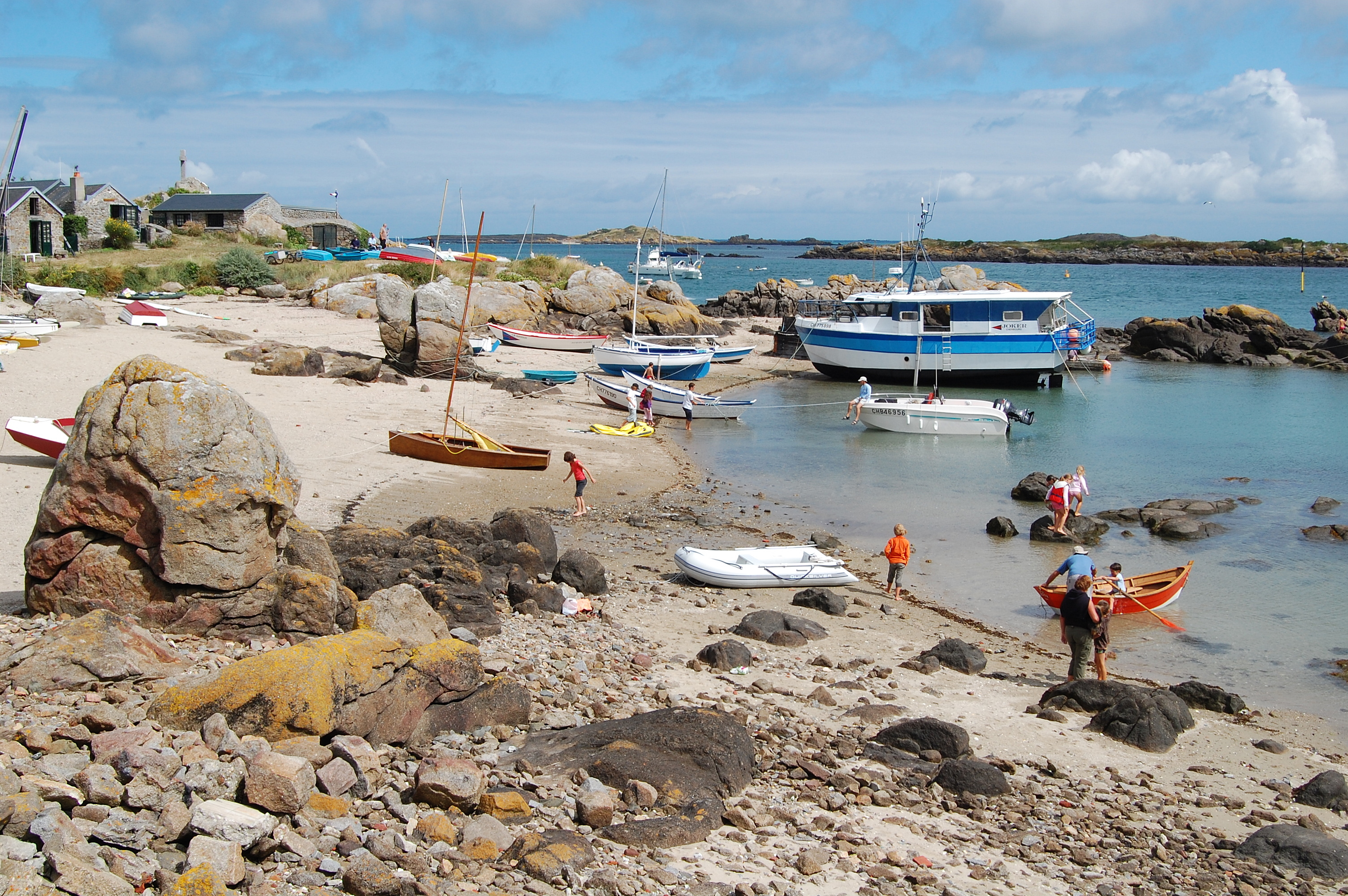
グラン＝ディル東岸の浜
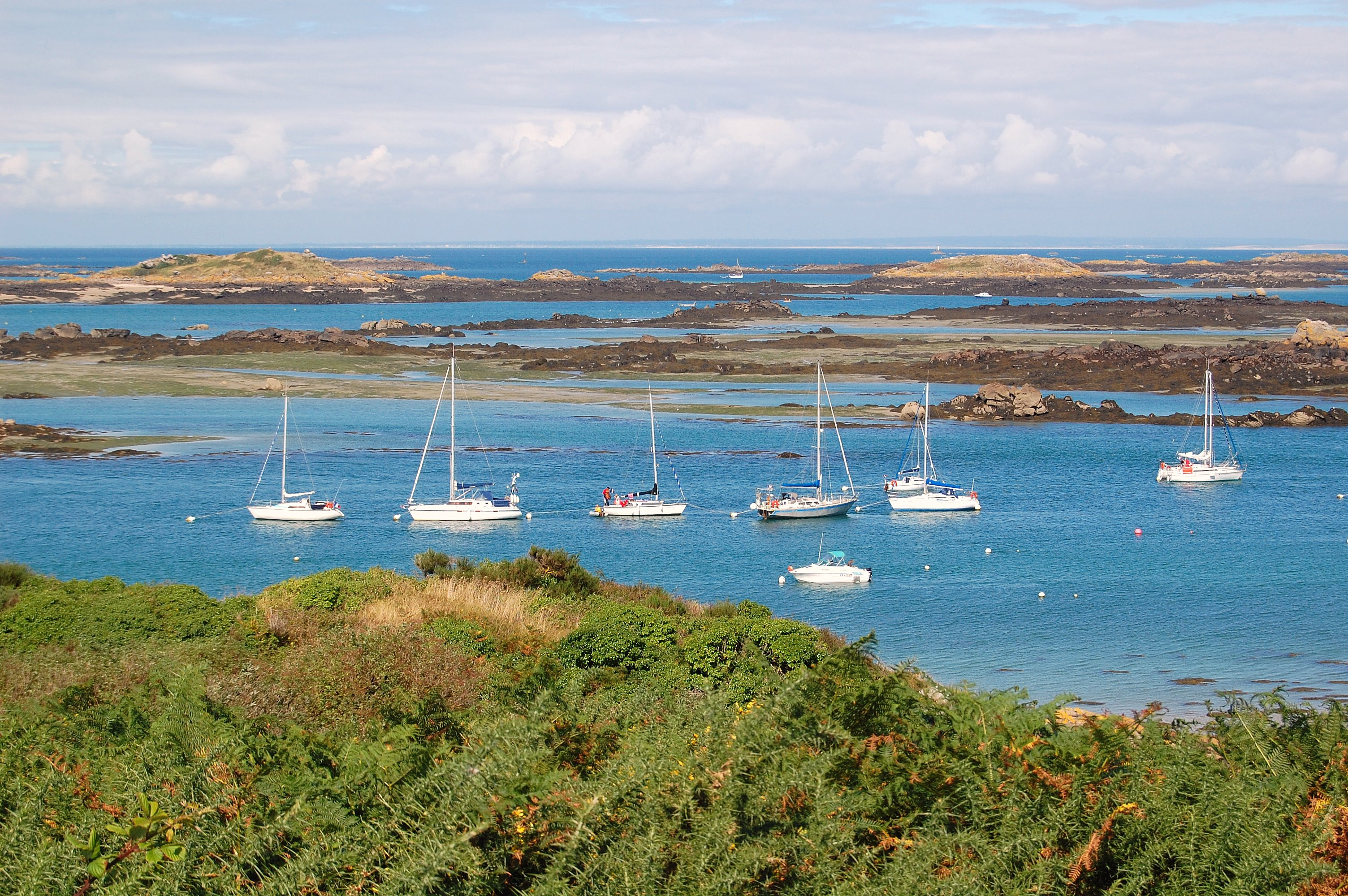
水道北側の停泊地

## 人口
小さな島ながら、グラン＝ディルには主に夏に居住する世帯が数十軒ある。 冬には、漁師や沿岸警備隊、季節限定で入島する企業など、ショゼー島民はわずか10人あまりとなる。 灯台の看守は2008年に島を離れた。
夏には、毎年20万人近くの観光客の来訪によって島の人口は激増する。これにより、グラン＝ディルはフランスにおいて最も高い占有率を誇る島の1つとなる。受け入れ容量は限界に近い。
島は季節によって1～数本のフェリーでグランヴィルに接続されている。冬は週に2回の運航だが、夏には3隻のフェリーによる最大10回の運航がある。夏の間だけサン・マロとの海上交通も存在する。

## 保全
グラン＝ディルの南部は当局に属しており、当局によって結果的に沿岸保護区に割り当てられている。この公有地は0.08km2に及ぶ。約15件の重要建築物を永代借地の枠組みにおいて借りているほか、沿岸の自然景観の保全管理を行っている。
グラン＝ディル北部の大部分（0.38km2）と全ての小島（0.20km2）は私有地であり、土地は1919年に設立されたショゼー諸島不動産協会に属している。この不動産会社を設立した3世帯が今も土地の3分の1を保有している。また、沿岸域と岩や小島、浜を公共の自然保護区とするフランス沿岸保全法のもとで、島内に新たな建築物を建てることはできない。実務上、ショゼー諸島はNatura 2000の管轄区域である。しかしながら、島は大陸とのフェリーの接続に伴って増加する観光客や釣り人、船舶、そして特に、指数関数的に売り上げを伸ばしつつあるモーターボートの影響を受けている。群島内の土地の大部分は私有であるものの、実際のところ、所有者はツーリストの往来を容認している。娯楽用のボートで来島可能な小島も含めた過密の影響については、群島の保全に適した一連の措置を定める目的で、沿岸保護団体が調査を行っている。

## 経済
現在、経済活動は主に観光業であるが、漁業も行われている。絶え間なく激しい流れによって醸造されている非常に純粋な水は、ロブスター・エビ・アナゴ・バス・ボラの漁を可能にする。 群島の広大な高原はムール貝やカキの繁殖にも利用されているが、経営は島の漁師ではない。島の漁師は2008年には10人余りを数えるだけになっている。 観光は3つの事業（ホテル・レストラン・食料品店）と、かつての農場のコテージとマリー港の存在によって支えられている。1989年まで、農業開発が牛の繁殖と共に島で続いていた。諸島内に見られるボカージュはその遺産である。

## ギャラリー

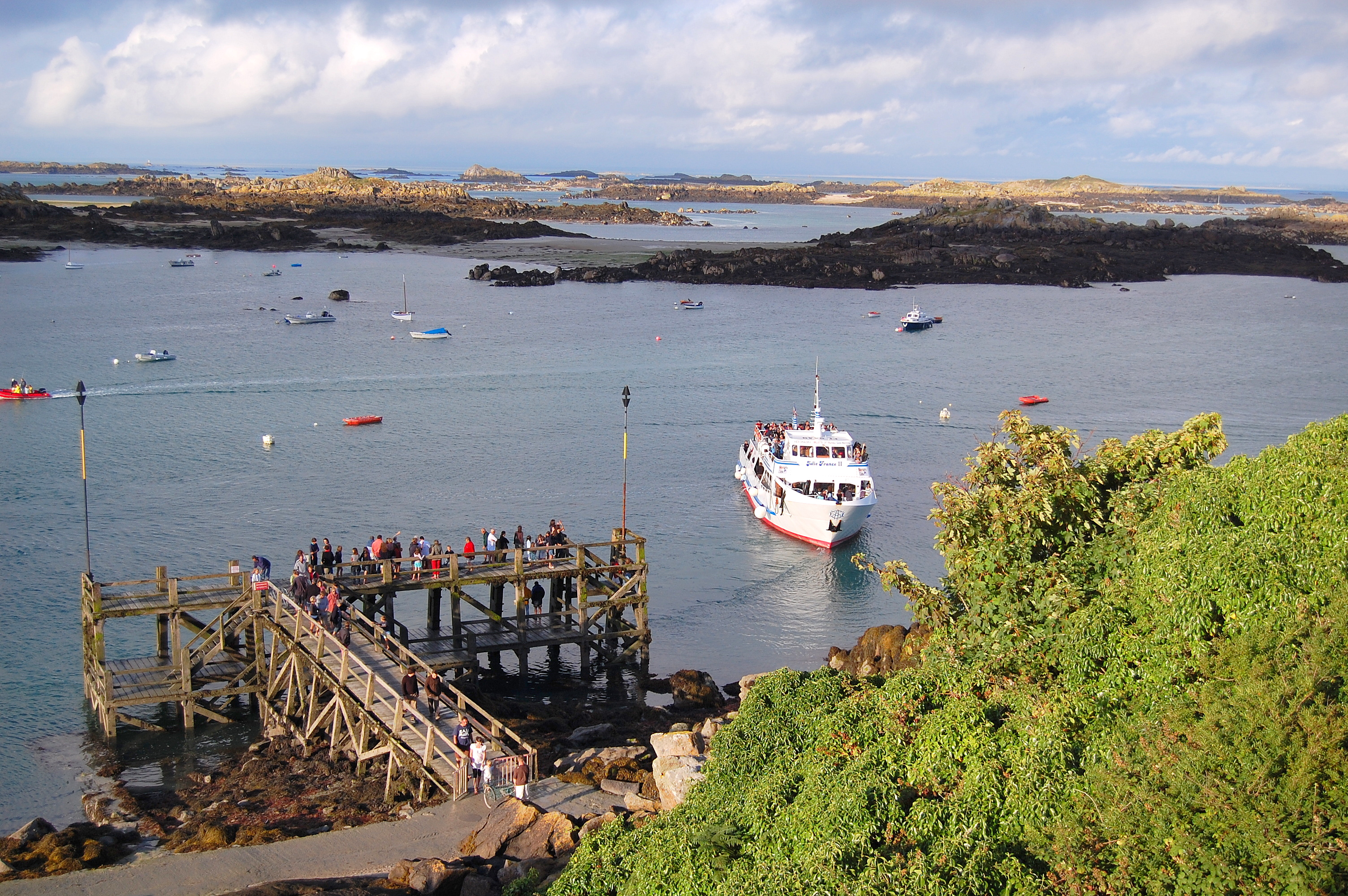
グランヴィル航路
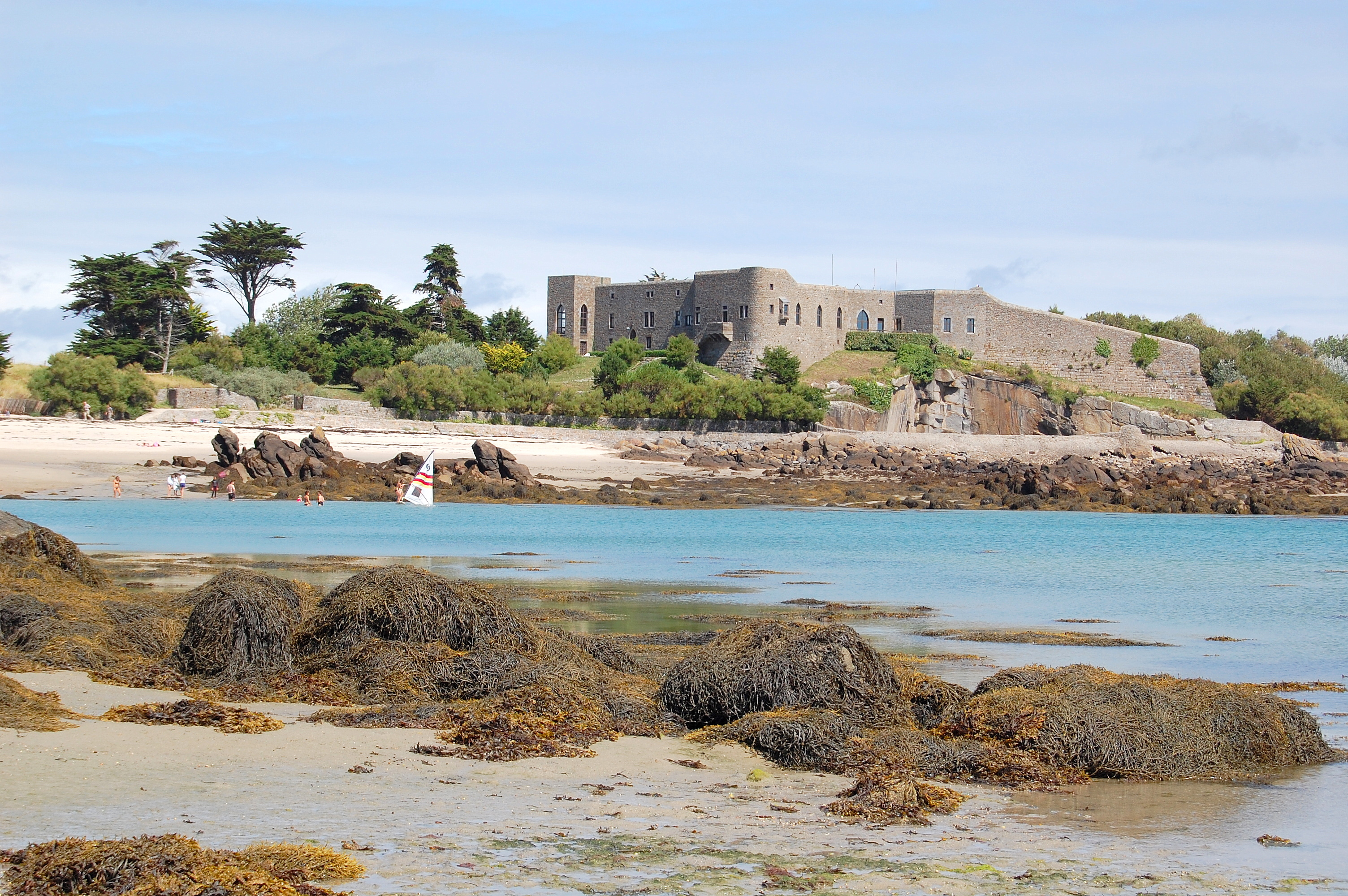
城塞
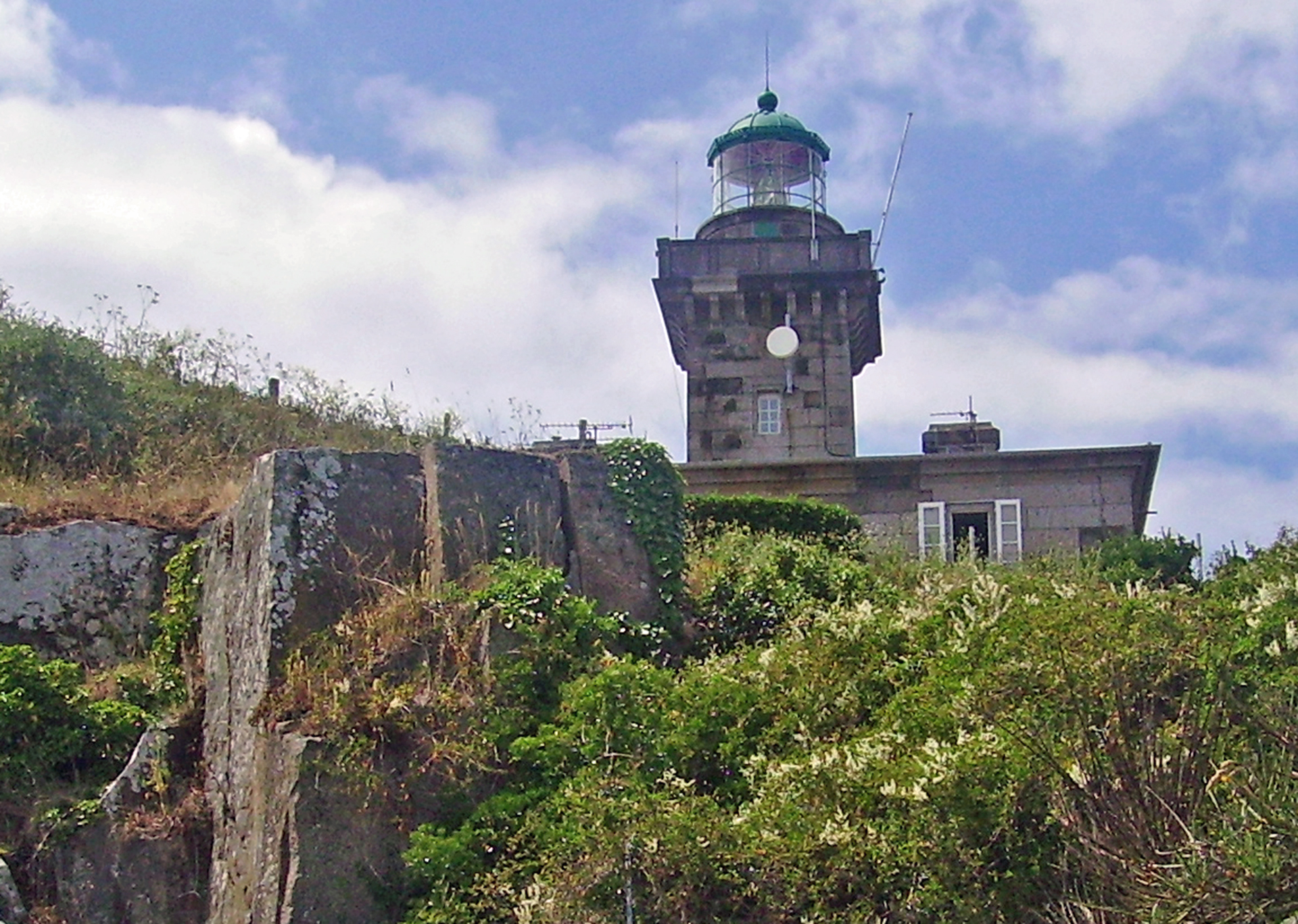
灯台
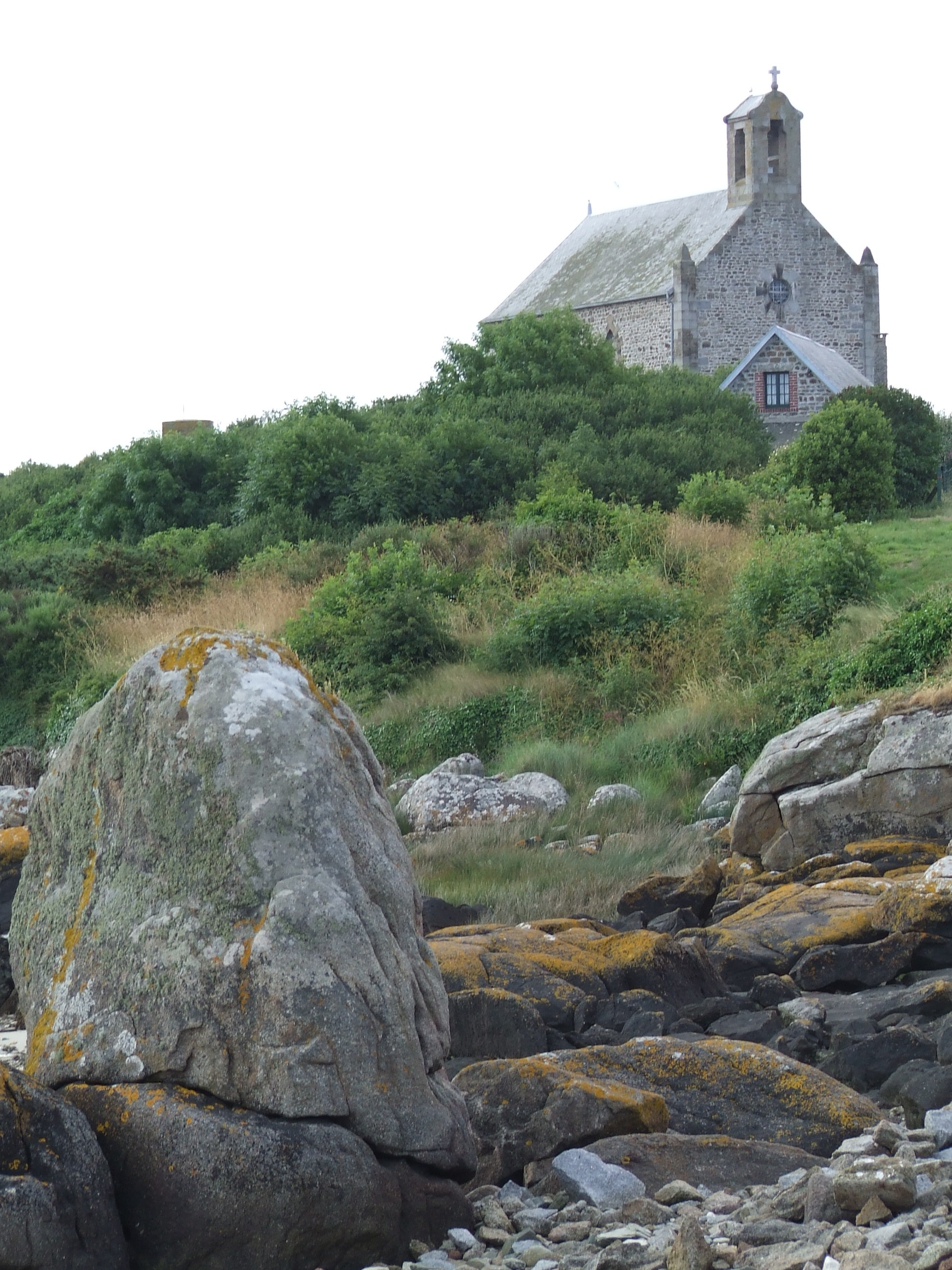
教会
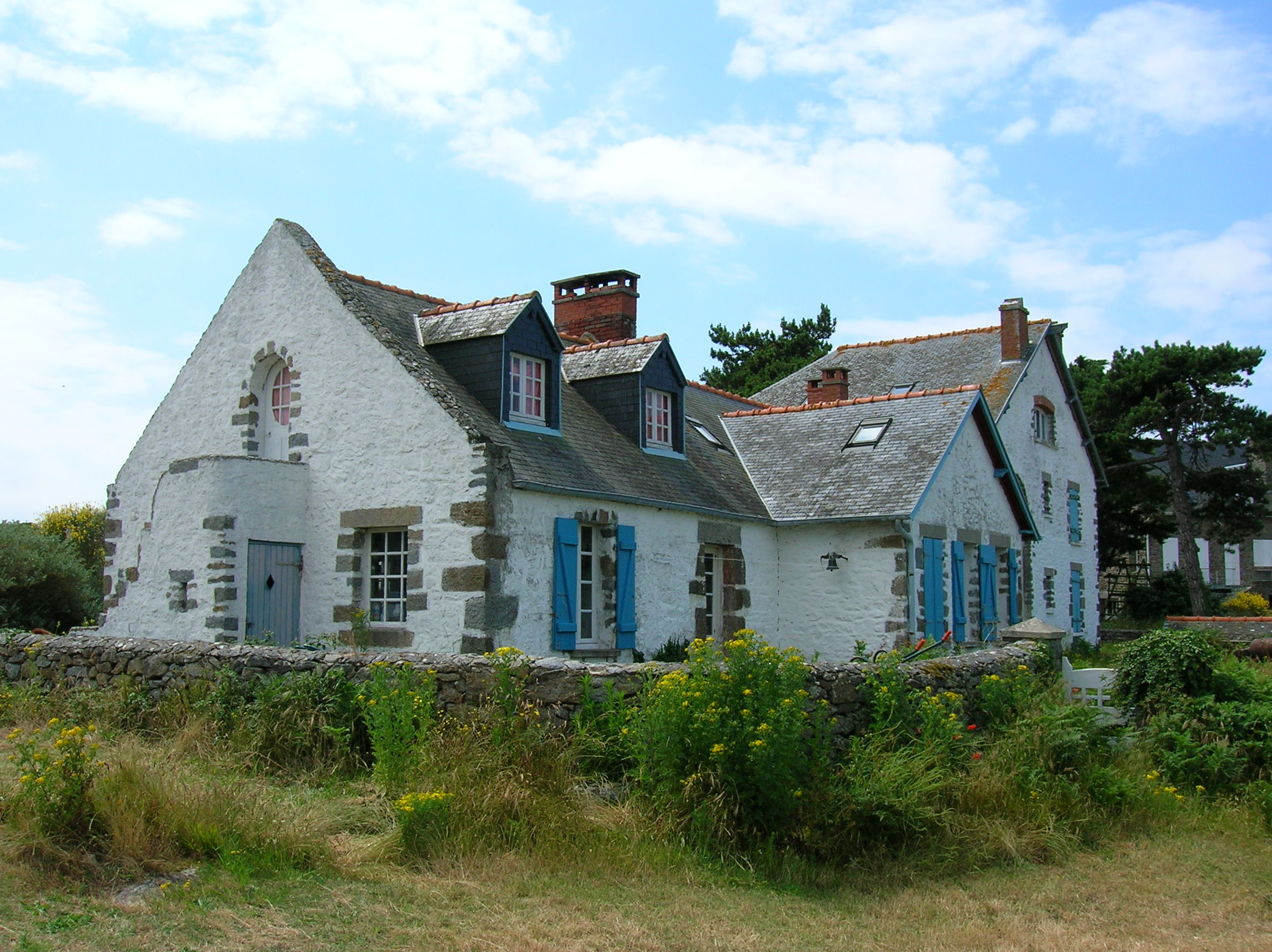
ショゼー諸島の海の画家マラン＝マリーの家
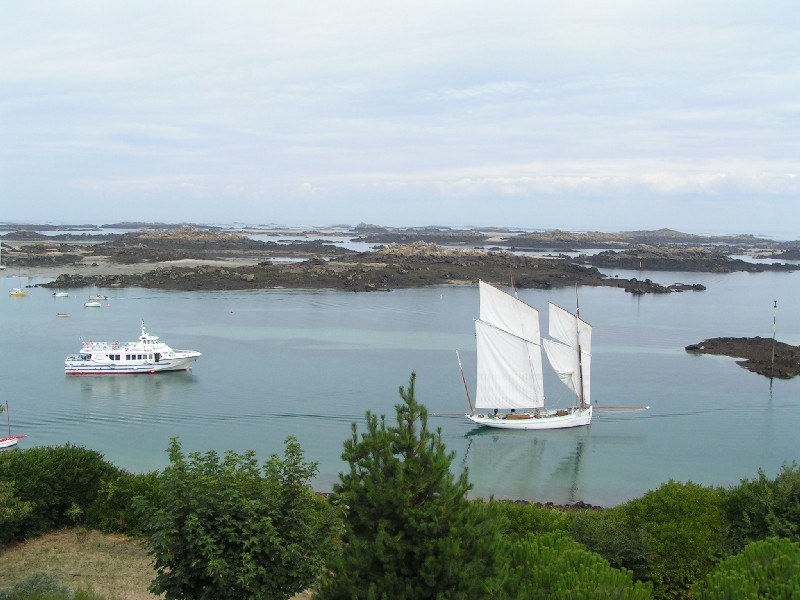
グラン＝ディルから望む水道